# Maurice Croiset
Maurice Croiset (* 20. November 1846 in Paris; † 15. Februar 1935 ebenda) war ein französischer Klassischer Philologe (Gräzist).

## Leben
Croiset wurde wie sein Bruder Alfred Croiset (1845–1923), der ebenfalls Klassischer Philologe und Professor an der Sorbonne war, von seinem Vater (François) Paul Croiset (1814–1897), der Gymnasialprofessor am Lycée Saint-Louis war, in klassischen Sprachen und Literatur unterrichtet. Er studierte 1865 bis 1868 an der École normale supérieure, wo er als Bester abschloss, und war Schüler von Jules Lachelier, Gaston Boissier und Jules Girard. 1868 erwarb er seinen Agrégé de lettres und wurde 1874 mit einer Dissertation über Demosthenes promoviert (Idées  morales  dans  l’éloquence politique de Démosthène, erschienen in Montpellier 1874). Danach war er Lehrer in Moulins und Montpellier, wo er auch Professor an der Faculté de Lettres wurde. 1891 wurde er  Maître de conférences an der École normale supérieure in Paris und ab 1893 war er Professor für griechische Sprache und Literatur am Collège de France. 1911 bis 1929 war er dort Administrator und  1931 wurde er emeritiert.
1903 wurde er Mitglied der Académie des Inscriptions et Belles-Lettres und war im Jahr 1916 deren Präsident. 1917 war er einer der Gründer des Verlags Les Belles Lettres und 1917 Mitbegründer und bis zu seinem Tod Vorsitzender und Association Guillaume Budé. Er war Großoffizier der Ehrenlegion.

## Schriften (Auswahl)
- De publicae eloquentiae principiis apud Graecos in Homericis carminibus. Montpellier 1874.
- Des idées morales dans l’éloquence politique de Démosthène. 1874 (online).
- Essai sur la vie et les œuvres de Lucien. Hachette, Paris 1882 (online).
- mit Alfred Croiset: Histoire de la littérature grecque. 5 Bände, 1887–1899.
  - Band 1, 1887 (online); Band 2, 1890 (online); Band 3, 1891 (online); Band 4, 1895 (online); Band 5, 1899 (online).
  - Gekürzte englische Ausgabe: An abridged history of Greek literature. Macmillan, 1904 (online).
- mit Alfred Croiset: Manuel d’histoire de la littérature grecque à l’usage des lycées et collèges. Paris 1900 (online).
- Aristophane et les partis politiques à Athènes. 1906 (online).
  - englische Übersetzung: Aristophanes and the political parties at Athens. Macmillan 1909 (online).
- La morale et la cité dans les poésies de Solon. 1913 (online).
- Eschyle, études sur l’invention dramatique dans son théâtre. 1928.
- La Civilisation de la Grèce antique. Apercu historique. 2 Bände, Payot, Paris 1922 (Band 1 online; Band 2 online).
- La République de Platon. Etude et analyse. 1946 (bei seinem Tod unvollendet).
- Collège de France. In: La Vie Universitaire de Paris. 1918 (online).

Er trug zum Dictionnaire des antiquités grecques et romaines (Hrsg. Charles Daremberg, Edmond Saglio) bei und gab Werke von Platon (Hippias mineur, Alcibiade, Apologie de Socrate, Euthyphron, Criton, 1920), Demosthenes (Harangues, 1924–1925), Menander (L’Arbitrage 1908, Das Schiedsgericht) und Sophokles (Oedipe roi, 1931) heraus bzw. übersetzte diese.